# David Frishman
David Frishman (Zgierz, 1865 – Berlino, 4 agosto 1922) è stato un poeta, giornalista e critico letterario russo.
È considerato uno dei più importanti scrittori della letteratura ebraica moderna.

## Biografia

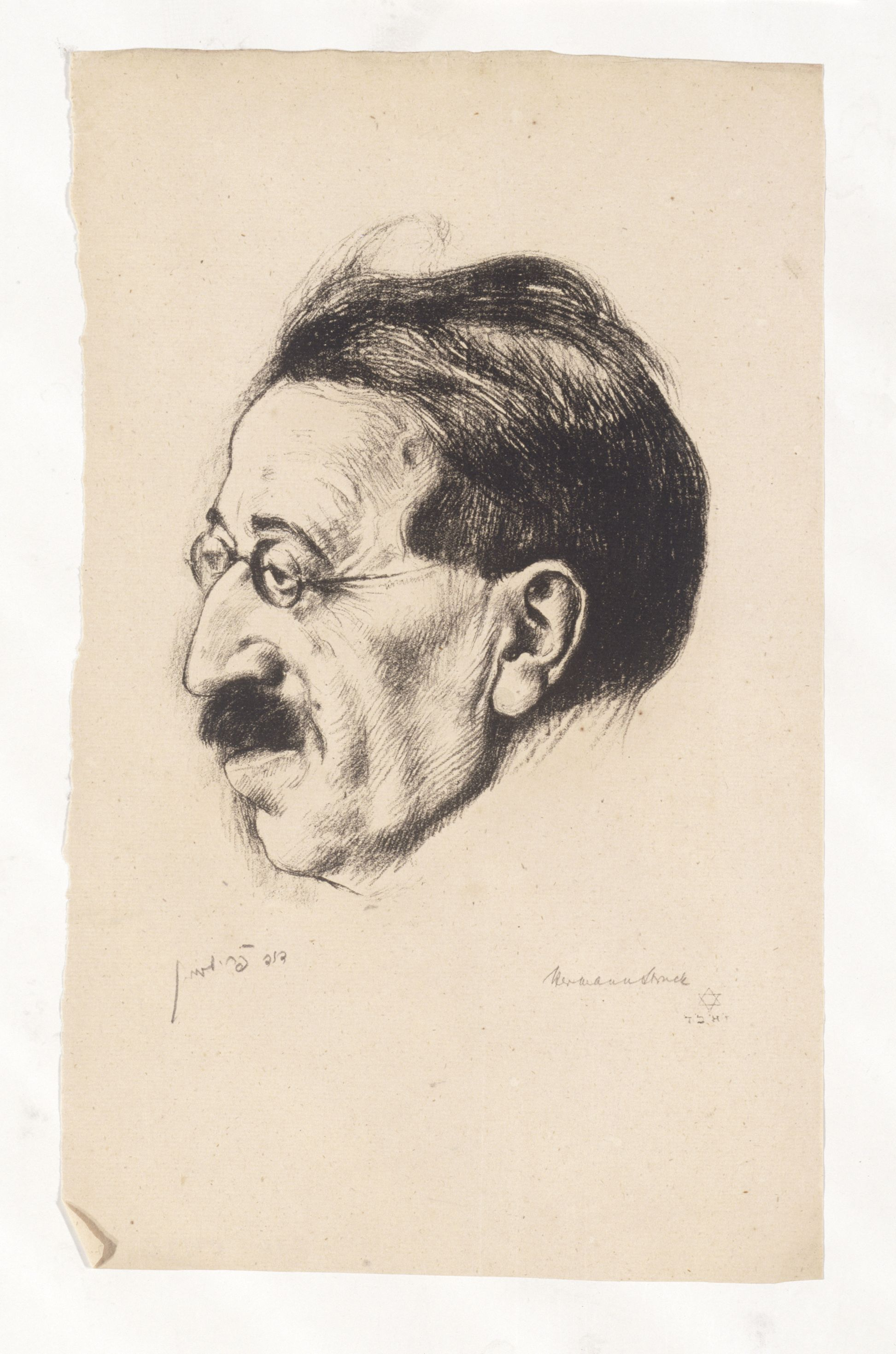
Ritratto di David Frischmann, eseguito da Hermann Struck, Museo Ebraico di Berlino

Nacque in una ricca famiglia ebraico-polacca di mercanti, appassionata alla cultura occidentale ed alle idee illuministiche, dalla quale ricevette una completa educazione ebraica ed umanistica.
Dimostrando di essere un talento precoce, già nel 1880 realizzò le sue prime liriche, che lo misero in evidenza al punto da farsi conoscere da Peretz Smolenskin, sostenitore di una letteratura ebraica nazionalistica, senza la necessità di cadere nel fanatismo.
In quel periodo Frishman iniziò a formarsi e ad affinarsi culturalmente ed il frutto della sua preparazione si ritrovò tutto nello scritto critico sulla letteratura ebraica del suo tempo intitolato Tohu wabohu ("Deserto e vuoto", 1883), che suscitò non solamente forti dibattiti , ma che innescò un nuovo corso nella cultura ebraica europea, fondato e basato sull'elevazione estetica.
Il fulcro di questo nuovo orientamento si può riassumere nell'affermazione che valori sociali ed utilitarismo da soli non sono in grado di creare una letteratura all'altezza, ma solo i valori umani e universali, e quindi anche estranei alla tradizione ebraica, la rendono possibile.
E tutte le opere di Frishman si protesero al raggiungimento di valori estetici, sia quelle come critico e appendicista, valga l'esempio di Otiyoth porehoth, ("Lettere volanti") o di Mikhtavim al hassifruth ("Lettere sulla letteratura"), sia come narratore ben dimostrato in Bemidbar ("Nel deserto"), che si caratterizzò per la capacità di sintesi e per la profondità psicologica, e infine come traduttore raffinato di George Gordon Byron, George Eliot, William Shakespeare, Henrik Ibsen, Anatole France, Rabindranath Tagore, Friedrich Nietzsche.Questa selezione di autori tradotti confermò quella «dottrina della bellezza» che caratterizzò tutta la sua attività letteraria e culturale.
Intorno alla metà degli anni ottanta si trasferì a Varsavia dove compose una serie di lunghe storie, del genere dei feuilletons, così popolari nell'est europeo dell'epoca.
Dal 1890 al 1895 studiò filosofia, filologia e storia dell'arte presso l'Università di Breslavia.
Come giornalista svolse l'incarico, a Berlino e a Varsavia, di redattore capo dei più significativi giornali e riviste della diaspora europea, da Hador ("Il Secolo") a Hazeman ("Il Tempo") e al Hahoker ("Il Mattino"). Nel biennio 1911 e 1912, Frishman fu inviato speciale nelle terre della Palestina per conto dei giornali Ha-Tsefirah e Haynt, i cui resoconti furono ben raccolti nel libro Sur la terre d'Israël ("Sulla terra di Israele") 1913, nel quale descrisse i paesaggi, i luoghi sacri e il rinnovamento della lingua ebraica.
Allo scoppio della prima guerra mondiale venne arrestato a Berlino, imprigionato e dopo la Rivoluzione d'ottobre si recò a Mosca, per aprire un centro di letteratura ebraica.
Nel 1918, grazie anche alla collaborazione entusiastica dell'editore Sztybel intraprese un'attività protesa all'apertura di nuovi confini per la letteratura ebraica, concretizzata con la direzione di grandi collane editoriali su scala mondiale e con la rivista Hatekufa ("L'Epoca"), che nel primo dopoguerra assurse al ruolo di guida per l'ebraismo europeo. Dalle pagine di questo periodico Frishman presentò un talento da lui scoperto, il drammaturgo Matiyahu Shoham, dalle cui opere risaltò la profezia del futuro incubo nazista.

## Elenco opere
- Michtavim Al Devar Ha-Sifrut, Achiasaf, 1895;
- Ketavim Nivharim, Tushia, 1905;
- Ketavim Hadashim, Sifrut, 1910-1911;
- Yizkor, Ben Avigdor, 1913;
- Ba-Aretz, Achi Sefer, 1913;
- Col Kitvei, Merkaz, 1914;
- Aharit Yerushalayim, Fédération sioniste de Pologne, 1920;
- Ba-Midbar, Hasefer, 1923;
- Shiva Michtavim Hadashim Al Devar Ha-Sifrut, Dvir, 1923;
- Col Kitvei, Stybel, 1924;
- Igrot David Frischman, L. Frischmann, 1927;
- Sipurim Ve-Shirim, Israel Metz Foundation, 1938;
- David Frischman-Ketavim, Dvir, 1930;
- Arba'ah Sipurim, Lador, 1964;
- Yalkut Masot, Yachdav, 1974.